# ویلیام نجو لیا
ویلیام نجو لیا (انگلیسی: William N'Jo Léa؛ زادهٔ ۱۵ ژوئیهٔ ۱۹۶۲) بازیکن فوتبال اهل فرانسه است.
از باشگاه‌هایی که در آن بازی کرده‌است می‌توان به باشگاه فوتبال کان، باشگاه فوتبال استاد برستوا ۲۹، باشگاه فوتبال لانس، و باشگاه فوتبال پاری سن ژرمن اشاره کرد.